# I Hennes Majestäts hemliga tjänst (roman)
I Hennes Majestäts hemliga tjänst (engelska: On Her Majesty's Secret Service) är den elfte i en serie romaner om agenten James Bond, skrivna av Ian Fleming. Boken kom ut på engelska första gången 1963 och filmades som I hennes majestäts hemliga tjänst 1969 med George Lazenby i huvudrollen, dennes enda medverkan i en James Bond-film. Handlingen utspelas i Frankrike, England, Schweiz och Tyskland.

## Handling
James Bond har sedan avslutandet av Operation Åskbollen ägnat all tid åt att jaga Blofeld. Efter mer än ett års resultatlös jakt efter Blofeld och S.P.E.C.T.R.E. är Bond dödstrött på att leta Blofeld. Han möter den självmordsbenägna Teresa "Tracy" di Vicenzo och hindrar henne att begå självmord. Bond blir sedan kidnappad av hennes far, Marc-Ange Draco, som visar sig vara ledare för Union Corse, en europeisk kriminell organisation. Draco tror att det enda sättet att bota dotterns depression är ett äktenskap med Bond, så han erbjuder Bond en enorm hemgift och information om Blofeld.
Via Heraldikerämbetet lyckas Bond sedan få reda på att Blofeld gömmer sig i schweiziska Alperna under namnet greve Balthazar de Bleuville och har plastikopererat sig till oigenkännlighet. Bond tar på sig rollen som sir Hilary Bray, den heraldiker som ska utreda de Bleuvilles rätt till grevetiteln, och beger sig till Schweiz och berget Piz Gloria där Blofeld startat en klinik för allergiker.
Under täckmanteln Hilary Bray lyckas Bond få fram information om patienterna på Blofelds klinik. Det visar sig att Blofeld planerar biologiskt krig mot Storbritannien. Med hjälp av klinikens unga brittiska patienter planerar han sprida biologiska vapen bland grödorna i deras hemstäder. Det skulle förstöra jordbruket på Brittiska öarna.
Bond flyr från Blofelds berg med SPECTRE-män efter sig och möter Tracy som nu har blivit frisk. Tracy är en skicklig bilförare och räddar Bond från efterföljarna. Bond friar till Tracy. Hon svarar ja. Bond flyger till Tyskland där han gifter sig med Tracy. De två kör iväg på sin smekmånad, men några timmar senare attackerar Blofeld och Bunt bilen och Tracy dödas.

## Karaktärer (i urval)
- James Bond
- M, Bonds chef
- Ernst Stavro Blofeld/greve Balthazar de Bleuville
- Fräulein Irma Bunt, greve de Bleuvilles personliga sekreterare
- Comtessa Teresa "Tracy" di Vicenzo
- Marc-Ange Draco, chef för Korsikanska unionen (Union Corse)
- Svarta Basilisken, heraldiker på Heraldikerämbetet
- Gyllene Gripen, heraldiker på Heraldikerämbetet
- Mary Goodnight, sekreterare på 00-sektionen
- Ruby Windsor från Lancashire, en av flickorna på kliniken
- Violet O'Neill från Irland, en av flickorna på kliniken
- Shaun Campbell, Hemliga Tjänsten-agent på station Z
- Alexander Muir, chef för station Z
- Toussaint, Korsikanska unionens sprängämnesexpert
- Mr Franklin från Jordbruksdepartementet

## Övrigt
- Ursula Andress som var bondbrud i den allra första bondfilmen, Agent 007 med rätt att döda från 1962, är omnämnd i boken.
- Av heraldikern Gyllene Gripen får Bond veta att familjen Bonds valspråk är "Världen är inte nog". Valspråket blev namnet på den nittonde bondfilmen från 1999, Världen räcker inte till.

## Serieversion
Mellan juni 1964 och maj 1965 gavs I Hennes Majestäts hemliga tjänst ut som tecknad serie i tidningen Daily Express. Romanen adapterades av Henry Gammidge och ritades av John McLusky. Serien har senare återpublicerats i såväl album som den svenska tidningen James Bond Agent 007.